# ユニティ州
ユニティ州（ユニティしゅう、英語: Unity、アラビア語: الوحدة, Al-Wahda）は、南スーダンの州。州都はベンティーウ。2015年に一度消滅するも、2020年に再建された。しかし州北部がルウェン行政区として分離したため、以前よりも小さくなっている。

## 歴史
スーダン（北スーダン）と南スーダンの国境付近にあるため、スーダン内戦などの影響を受けてきた。2012年に発生した南北国境紛争では、州都のベンティーウが空爆を受けている。

## 地理
ジョングレイ州および上ナイル州とともに、上ナイル地方を構成する。
隣接するスーダン共和国コルドファーン地方の南コルドファーン州には、ヘグリグ油田やアビエイ地域があり、油田があることから係争地となっている。

## 行政区分
ユニティ州は、9の郡からなる。
1. マヨム郡（英語版）
2. ルブコナ郡（英語版）
3. パンリエン郡（Panrieng County）
4. リーア郡（英語版） - リーア（英語版）
5. ギート郡（Guit County）
6. コーク郡（英語版）
7. アビエムノン郡（英語版）
8. マイエンディト郡（英語版）
9. パインジャール郡（Payinjiar County）

## 産業
農業・畜産業
ユニティ州の主要産業は農業及び牧畜である。農業は主に雨季に行われる。都市部より農村部の人口が圧倒的に多いため、野菜などの園芸作物はあまり栽培されていない。
石油産業
この州には豊富な石油の埋蔵があり、1970年代にスーダン初の油田が発見されたのもこの州であった。ユニティ油田をはじめとするムグラド盆地の石油埋蔵量は1.5億バレルと推定されている。大ナイル石油パイプラインはユニティ油田が起点となっている。

## 住民

### 民族
ユニティ州には多数派のヌエル人と少数派のディンカ人が居住している。

### 言語
ヌエル語は、ナイル諸語のディンカ語とともに、ナイル・サハラ語族に属す。

### 宗教
- クウォス（イタリア語版）（ヌエル語: Kuoth）
- キリスト教